# Doubek (okres Praha-východ)
Doubek je obec v okrese Praha-východ, 7 km severovýchodně od Říčan v nadmořské výšce 406 m. V okolí se nachází několik lesů, které daly vesnici její jméno. Žije zde 475 obyvatel.

## Historie
Jméno obce Doubek se odvozuje od původního lesního porostu v oblasti. Nejstarší listina zmiňuje Doubek okolo roku 1330. Tehdy držel vesnici „Dubek“ či „czu der aichen“ (u dubů) Menhart z pražského měšťanského rodu Olbramoviců, který vyměřil 14 lánů polí v plat. Před rokem 1348 přešla ves do majetku pražské Univerzity Karlovy a výnosy určeny pro vyživování medicínské a právnické fakulty. Později se zde usadil rod pánů z Doubku a Libomyšle, z nichž je roku 1417 připomínán Stach z Doubku, jeho manželka Margareta byla v roce 1454 již vdovou. Roku 1654 žilo v Doubku 7 sedláků, 1 chalupník. Doubek jako majetek univerzity spravoval statek Michle, při němž setrval do roku 1699. Tehdy Doubek prodali jezuité za 12 000 zl. Janu Rudolfu hraběti z Morzinu, který ves připojil ke kounickému panství. Hraběcí rod držel Doubek do roku 1760, kdy jej i s panstvím odprodali kněžně Marii Terezii Savojské z Liechtensteinu. Od roku 1850 je Doubek samostatnou katastrální i místní obcí s vlastním obecním úřadem. Farností Doubek vždy spadal pod blízký Hradešín.
V okolí Doubku bylo ve dvacátých letech minulého století učiněno několik archeologických nálezů datovaných zhruba 2800 let nazpět (tj. do doby bronzové, kultury popelnicových polí). Jde o několik popelnic, kamenných sekerek a další části keramických výrobků.

### Územněsprávní začlenění
Dějiny územněsprávního začleňování zahrnují období od roku 1850 do současnosti. V chronologickém přehledu je uvedena územně administrativní příslušnost obce v roce, kdy ke změně došlo:
- 1850 země česká, kraj Pardubice, politický okres Černý Kostelec, soudní okres Český Brod[4]
- 1855 země česká, kraj Praha, soudní okres Český Brod[4]
- 1868 země česká, politický i soudní okres Český Brod[4]
- 1939 země česká, Oberlandrat Kolín, politický i soudní okres Český Brod[5]
- 1942 země česká, Oberlandrat Praha, politický i soudní okres Český Brod[6]
- 1945 země česká, správní i soudní okres Český Brod[7]
- 1949 Pražský kraj, okres Český Brod[8]
- 1960 Středočeský kraj, okres Praha-východ[9]

## Současnost
V současnosti se obec rychle rozvíjí díky rostoucí zástavbě. V obci jsou aktivní organizace sbor dobrovolných hasičů (fungující více než 100 let) a fotbalový oddíl Čechie (založený 1921).

## Doprava
Dopravní síť
- Pozemní komunikace – Do obce vedou silnice III. třídy. Ve vzdálenosti 4 km vede silnice I/2 Praha - Říčany - Kutná Hora

- Železnice – Železniční trať ani stanice na území obce nejsou. Nejbližší železniční stanicí jsou Říčany ve vzdálenosti 6 km ležící na trati 221 z Prahy do Benešova.

Veřejná doprava 2011
- Autobusová doprava – V obci měly zastávky příměstské autobusové linky Praha,Depo Hostivař-Doubek (v pracovních dnech 15 spojů, o víkendech 4 spoje) (dopravce Dopravní podnik hl. m. Prahy, a. s.) a Mukařov-Doubek-Říčany-Modletice-Jesenice (pouze v pracovních dnech 6 spojů) (dopravce Veolia Transport Praha, s. r. o.).

## Další fotografie

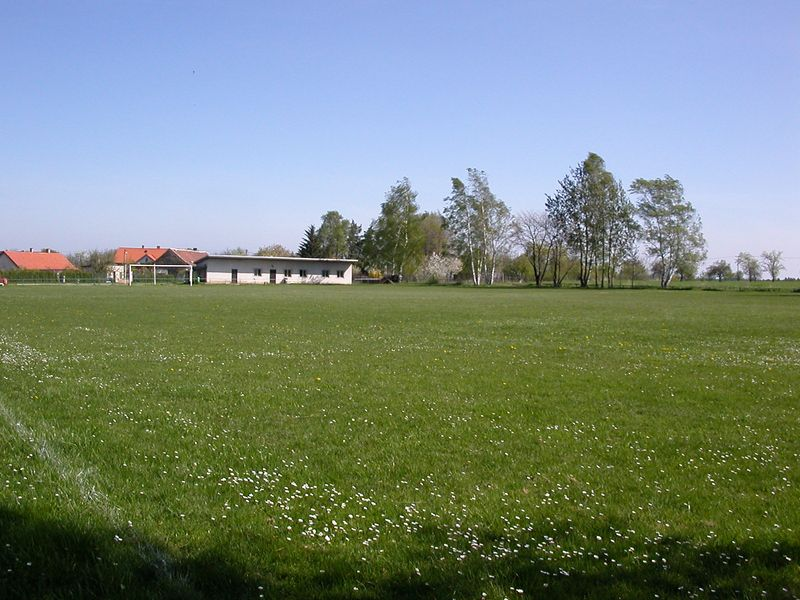
Fotbalové hřiště na jihovýchodě obce
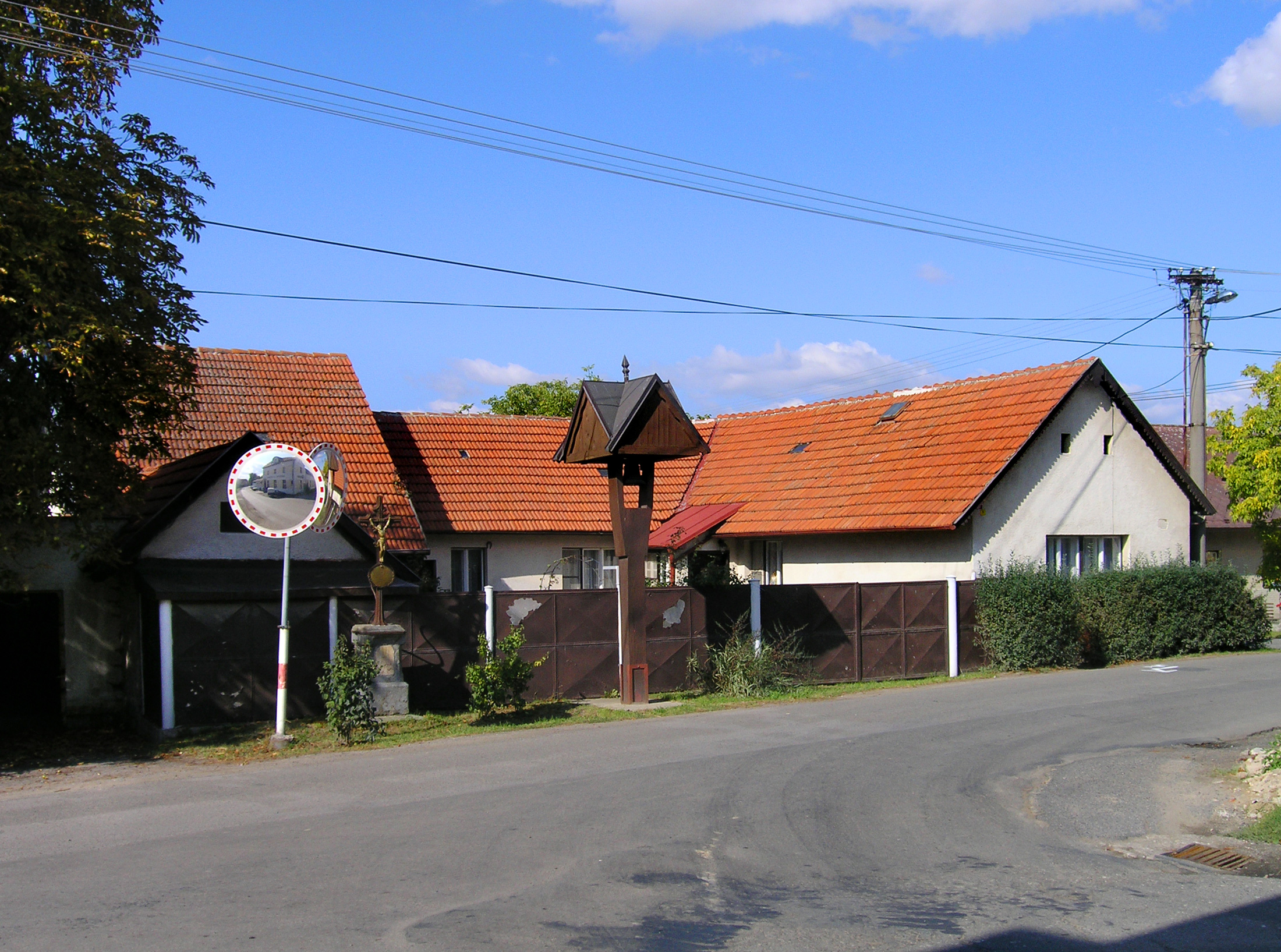
Křížek na křižovatce